# Santa Maria do Herval
Santa Maria do Herval là một đô thị thuộc bang Rio Grande do Sul, Brasil. Đô thị này có diện tích 139,224 km², dân số năm 2007 là 6174 người, mật độ 44,35 người/km².